# Debretsion Gebremichael
Debretsion Gebremichael (Tigriña: ደብረጽዮን ገብረሚካኤል) es un político etíope que actualmente se desempeña como Presidente del Frente de Liberación Popular de Tigray (TPLF) y anteriormente se desempeñó como diputado y presidente interino de la región de Tigray. Su partido nominalmente ganó los 152 escaños impugnados y el 98,2% de los votos de las elecciones regionales no autorizadas de Tigray de 2020, que se llevó a cabo desafiando al gobierno federal que había prohibido las elecciones debido a la pandemia de COVID-19 en Etiopía. 
En noviembre de 2020, el primer ministro etíope, junto con la Comisión de la Policía Federal, intentó emitir órdenes de arresto contra él y otros políticos y líderes de alto nivel del TPLF después de la guerra contra Tigray, y después del período intermedio de la región de Tigray.